# جداره ساختمان نصیرزاده و امیرفاطمی
جداره ساختمان نصیرزاده و امیرفاطمی مربوط به دوره پهلوی است و در تبریز، خیابان امام خمینی، ضلع شمال شرقی چهارراه شریعتی واقع شده و این اثر در تاریخ ۱۳ خرداد ۱۳۸۶ با شمارهٔ ثبت ۱۹۲۱۳ به‌عنوان یکی از آثار ملی ایران به ثبت رسیده‌است.